# Màgia rúnica

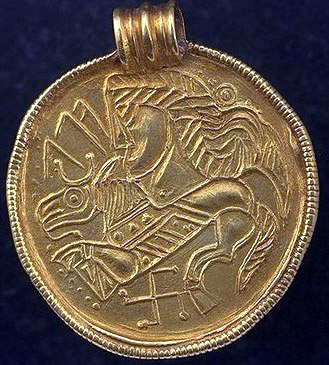
Bracteato G 205 (entre el s. V i el VII), amb un alu inscrit

La màgia rúnica és l'ús de runes amb fins màgics, i no sols com a sistema d'escriptura. Un erilaz seria una persona experta en el coneixement de les runes, incloses les seues aplicacions màgiques.

## Etimologia
La paraula runa, del gòtic, procedeix de l'arrel run- que significa 'secret', 'murmuri'.

## Història
Encara que l'habilitat de llegir els textos rúnics es va generalitzar entre la població escandinava en avançar l'edat mitjana, durant el període de les migracions (segle iii-viii) les runes eren conegudes només per una minoria, cosa que va propiciar que adquiriren un cert halo de secretisme i que es consideraren d'origen diví.
Les runes no tenien noms abstractes com les lletres de l'alfabet llatí, sinó que es designaven per paraules comunes que començaven pel so representat per la runa, cosa que va afavorir que es carregaren del concepte del nom de l'objecte usat i que cada runa es convertira en un símbol d'aqueix concepte i se'n pogueren emprar com a representacions a manera del tarot.
També va existir la creença que les runes tenien el poder de materialitzar els encisos, invocacions o malediccions escrits sobre determinats objectes.
Els primers registres atribuïts a usos màgics daten del període entre l'edat de ferro romana fins a l'edat de ferro germànica (s. II-viii), i consisteixen en inscripcions no lingüístiques i aparicions de la paraula alu.
Les fonts medievals tenen diversos esments als usos màgics de les runes, principalment en l'Edda poètica. Per exemple, en el Sigrdrífumál s'esmenta com es grava en una espasa amb les paraules «runes victorioses» o s'inscriu la runa tyr dues vegades a manera d'encisos. En diverses pedres rúniques, apareixen expressions com «runes de poder» o «runes divines», i també figuren malediccions per a qui destruïsca la inscripció o profane un lloc sagrat, com per exemple en la pedra rúnica de Stentoften.